# Copy of A
Copy of A – drugi singel amerykańskiej grupy Nine Inch Nails z najnowszego albumu Hesitation Marks. Został udostępniony do ściągnięcia za darmo na stronie Amazon.com 13 sierpnia 2013 dla wszystkich członków posiadających amerykańskie lub brytyjskie konto. „Copy of A” przed premierą był już grany przez zespół na koncertach, które rozpoczęły się latem.